# Rajd Śląska 2019
3. Rajd Śląska – 3. edycja Rajdu Śląska. To rajd samochodowy, który był rozgrywany od 5 do 7 września 2019 roku. Bazą rajdu było miasto Chorzów. Była to szósta runda rajdowych samochodowych mistrzostw Polski w roku 2019, piąta runda historycznych rajdowych samochodowych mistrzostw Polski w sezonie 2019 i trzecia runda Rajdowych Samochodowych Mistrzostw Śląska w sezonie 2019. W sezonie 2019 był to rajd drugiej kategorii (tzw. jednoetapowy), gdzie punktacja była następująca od 25 punktów za zwycięstwo i oddzielne punkty za odcinek Power Stage. Organizatorem rajdu był Automobilklub Ziemi Tyskiej.
Szósta rundę RSMP w roku 2019 wygrał Mikołaj Marczyk, zapewniając sobie tym samym tytuł mistrza Polski w sezonie 2019 w klasyfikacji generalnej. Dla Marczyka była to piąta wygrana runda RSMP w historii startów i trzecia w tym sezonie. Na drugim miejscu ze stratą prawie 14 sekund przyjechał Tomasz Kasperczyk, trzeci był Sylwester Płachytka ze startą czterdziestu czterech sekund do zwycięzcy. Płachytka zdobył tym samym swoje pierwsze podium w klasyfikacji generalnej RSMP.

## Lista zgłoszeń[2]
Poniższa lista spośród 56 zgłoszonych zawodników obejmuje tylko zawodników startujących w najwyższej klasie 2, samochodami grupy R5 i wybranych zawodników startujących w klasie Open.
| Nr. | Zespół                         | Kierowca            | Pilot               | Samochód             | Klasa    |
| --- | ------------------------------ | ------------------- | ------------------- | -------------------- | -------- |
| 1   | Škoda Polska Motorsport        | Mikołaj Marczyk     | Szymon Gospodarczyk | Škoda Fabia R5       | 2        |
| 2   | Tiger Energy Drink Rallye Team | Tomasz Kasperczyk   | Damian Syty         | Ford Fiesta R5       | 2        |
| 3   | Rallytechnology                | Łukasz Habaj        | Wojciech Włodek     | Fiat Seicento Abarth | Open 2WD |
| 4   | Jakub Brzeziński               | Jakub Brzeziński    | Dariusz Burkat      | Ford Fiesta Proto    | Open 4WD |
| 5   | Rallytechnology                | Dariusz Poloński    | Łukasz Sitek        | Abarth 124 Rally RGT | Open 2WD |
| 6   | BTH Import Stal Rally Team     | Łukasz Kotarba      | Tomasz Kotarba      | Citroën C3 R5        | 2        |
| 7   | Kacper Wróblewski              | Kacper Wróblewski   | Jacek Spentany      | Hyundai i20 R5       | 2        |
| 8   | Łukasz Byśkiniewicz            | Łukasz Byśkiniewicz | Zbigniew Cieślar    | Hyundai i20 R5       | 2        |
| 9   | Rallytechnology                | Sylwester Płachytka | Jacek Nowaczewski   | Škoda Fabia R5       | 2        |
| 10  | Jarosław Kołtun                | Jarosław Kołtun     | Ireneusz Pleskot    | Ford Fiesta R5       | 2        |
| 11  | Maciej Lubiak                  | Maciej Lubiak       | Michał Trela        | Hyundai i20 R5       | 2        |
| 12  | Rallytechnology                | Daniel Chwist       | Kamil Heller        | Hyundai i20 R5       | 2        |
| 14  | Rallytechnology                | Zbigniew Gabryś     | Robert Hundla       | Hyundai i20 R5       | 2        |
| 15  | Marcin Babraj                  | Marcin Babraj       | Jakub Gerber        | Ford Fiesta R5       | 2        |
| 16  | Łukasz Kabaciński              | Łukasz Kabaciński   | Michał Kuśnierz     | Ford Fiesta Proto    | Open 4WD |

## Zwycięzcy odcinków specjalnych[3]
| Dzień      | Numer odcinka                        | Nazwa odcinka          | Długość         | Zwycięzca odcinka   | Samochód       | Czas            | Lider rajdu       |
| ---------- | ------------------------------------ | ---------------------- | --------------- | ------------------- | -------------- | --------------- | ----------------- |
| 6 września |                                      |                        |                 |                     |                |                 |                   |
| OS1        | Mikołów                              | 1,9 km                 | Mikołaj Marczyk | Škoda Fabia R5      | 1:31,5         | Mikołaj Marczyk |                   |
| OS2        | Kryterium 100-lecia Powstań Śląskich | 1,6 km                 | Mikołaj Marczyk | Škoda Fabia R5      | 1:12,4         | Mikołaj Marczyk |                   |
| 7 września | OS3                                  | Kiczyce 1              | 11,90 km        | Maciej Lubiak       | Hyundai i20 R5 | Mikołaj Marczyk | 6:22,3            |
| 7 września | OS4                                  | Jastrzębie-Zdrój 1     | 10,70 km        | Tomasz Kasperczyk   | Ford Fiesta R5 | 5:46,8          | Tomasz Kasperczyk |
| 7 września | OS5                                  | Warszowice 1           | 8,00 km         | Mikołaj Marczyk     | Škoda Fabia R5 | 4:16,4          | Mikołaj Marczyk   |
| 7 września | OS6                                  | Kiczyce 2              | 11,90 km        | Mikołaj Marczyk     | Škoda Fabia R5 | 6:13,5          | Mikołaj Marczyk   |
| 7 września | OS7                                  | Suszec 1               | 10,40 km        | Mikołaj Marczyk     | Škoda Fabia R5 | 5:27,5          | Mikołaj Marczyk   |
| 7 września | OS8                                  | Suszec 2               | 10,40 km        | Mikołaj Marczyk     | Škoda Fabia R5 | 5:26,4          | Mikołaj Marczyk   |
| 7 września | OS9                                  | Kiczyce 3              | 11,90 km        | Sylwester Płachytka | Škoda Fabia R5 | 6:51,6          | Mikołaj Marczyk   |
| 7 września | OS10                                 | Jastrzębie-Zdrój 2     | 10,70 km        | Tomasz Kasperczyk   | Ford Fiesta R5 | 6:09,8          | Mikołaj Marczyk   |
| 7 września | OS11                                 | Warszowice 2           | 8,00 km         | Mikołaj Marczyk     | Škoda Fabia R5 | 4:23,4          | Mikołaj Marczyk   |
| 7 września | OS12                                 | Suszec 1 (Power Stage) | 10,40 km        | Mikołaj Marczyk     | Škoda Fabia R5 | 5:35,9          | Mikołaj Marczyk   |

### Power Stage – OS12[4]
| Miejsce | Kierowca            | Pilot               | Samochód       | Czas/strata | Punkty |
| ------- | ------------------- | ------------------- | -------------- | ----------- | ------ |
| 1       | Mikołaj Marczyk     | Szymon Gospodarczyk | Škoda Fabia R5 | 5:35,9      | 5      |
| 2       | Tomasz Kasperczyk   | Damian Syty         | Ford Fiesta R5 | +5,6        | 4      |
| 3       | Sylwester Płachytka | Jacek Nowaczewski   | Škoda Fabia R5 | +7,0        | 3      |
| 4       | Łukasz Kotarba      | Tomasz Kotarba      | Citroën C3 R5  | +8,0        | 2      |
| 5       | Maciej Lubiak       | Michał Trela        | Hyundai i20 R5 | +9,1        | 1      |

## Wyniki końcowe rajdu[5]
| Miejsce | Kierowca            | Pilot               | Samochód            | Czas      | Strata  | Grupa Klasa | Punkty |
| ------- | ------------------- | ------------------- | ------------------- | --------- | ------- | ----------- | ------ |
| 1       | Mikołaj Marczyk     | Szymon Gospodarczyk | Škoda Fabia R5      | 59:41,3   | –       | 2           | 25+5   |
| 2       | Tomasz Kasperczyk   | Damian Syty         | Ford Fiesta R5      | 59:55,0   | +13,7   | 2           | 18+4   |
| 3       | Sylwester Płachytka | Jacek Nowaczewski   | Škoda Fabia R5      | 1:00:25,3 | +44,0   | 2           | 15+3   |
| 4       | Kacper Wróblewski   | Jacek Spentany      | Hyundai i20 R5      | 1:00:47,1 | +1:05,8 | 2           | 12     |
| 5       | Łukasz Kotarba      | Tomasz Kotarba      | Citroën C3 R5       | 1:01:02,5 | +1:21,2 | 2           | 10+2   |
| 6       | Maciej Lubiak       | Michał Trela        | Hyundai i20 R5      | 1:01:12,8 | +1:31,5 | 2           | 8+1    |
| 7       | Zbigniew Gabryś     | Robert Hundla       | Hyundai i20 R5      | 1:03:11,1 | +3:29,8 | 2           | 6      |
| 8       | Daniel Chwist       | Kamil Heller        | Hyundai i20 R5      | 1:03:18,2 | +3:36,9 | 2           | 4      |
| 9       | Tomasz Zbroja       | Jakub Wróbel        | Citroën DS3 R3T Max | 1:03:39,6 | +3:58,3 | 3           | 2      |
| 10      | Marcin Babraj       | Jakub Gerber        | Ford Fiesta R5      | 1:03:57,8 | +4:16,5 | 2           | 1      |

## Wyniki po 6 rundach RSMP
Kierowcy
| Msc. | Kierowca          | Punkty |
| ---- | ----------------- | ------ |
| 1    | Mikołaj Marczyk   | 178    |
| 2    | Tomasz Kasperczyk | 136    |
| 3    | Łukasz Kotarba    | 66     |
| 4    | Kacper Wróblewski | 56     |
| 5    | Łukasz Habaj      | 55     |